# Иностранные наёмники в Ливии
Иностра́нные наёмники в Ли́вии — вооружённые формирования, предположительно участвовавшие в боевых действиях на обеих сторонах в гражданской войне в Ливии.
Наёмники, предположительно воевавшие на стороне ливийского лидера Муаммара Каддафи, были преимущественно из стран Чёрной Африки — Либерии, Эритреи, Мозамбика, Лесото, Гамбии, Судана, Танзании, Бенина, Того, Мавритании, Сомали, Камеруна, ЦАР, Анголы, Чада, Гвинеи, Нигерии, Кот-д’Ивуара. Они не знали местного арабского языка и чаще всего говорили на английском или французском. Точное или хотя бы приблизительное число количество наёмников из африканских стран, прибывших на территорию Ливии для ведения войны, неизвестно. Была информация и о наемниках из Алжира, Афганистана, Шри-Ланки, Украины и даже России и Белоруссии, которые сражались на стороне Каддафи.
На стороне же Переходного Национального Совета по некоторым данным воевал довольно пёстрый контингент наёмников из среднеазиатских стран, в первую очередь из Афганистана, Бангладеш, Таджикистана, Ирака и Йемена и др.

## Сторонники Муаммара Каддафи
После 22 февраля, когда глава МВД Юнис перешёл на сторону мятежников, главными врагами восставшего ливийского народа были объявлены наёмники. Хотя анонимные источники Ассошиэйтед Пресс сообщали ещё 20 февраля о зверствах наёмников в Бенгази, где были применены ножи и крупнокалиберное оружие. После того, как 24 февраля мятежники захватили Бенгази, поступили сообщения о расправах над наёмниками из африканских и арабских стран со стороны «народных дружин». 25 февраля сообщалось, что наёмники расстреливают демонстрантов из восточного пригорода Триполи.
Тем не менее, как сообщила международная правозащитная организация Human Rights Watch, ей не удалось найти ни одного подтверждения использования наёмников в конфликте. Из нескольких сотен человек, задержанных на востоке страны по обвинению в наёмничестве, все оказались либо иностранными рабочими, либо солдатами правительственных войск.
25 августа, после захвата повстанцами почти всего Триполи повстанцы провели ряд арестов наёмников, воевавших за Каддафи. Вместе с тем было казнено огромное количество мирного чернокожего населения.
По некоторым сообщениям (октябрь 2011 года), российские спецслужбы после окончания войны в Ливии ожидали появления в рядах боевиков на Северном Кавказе мусульман, воевавших на стороне Каддафи.

## Ливийские повстанцы
23 августа Мухаммед Каддафи в телефонном разговоре с Кирсаном Илюмжиновым сообщил, что верным им силам в Триполи противостоят не повстанцы, а «подразделения НАТО и наёмники».
26 октября 2011 года начальник генерального штаба вооружённых сил Катара Хамад бен Али аль-Атия в Дохе, где проходила встреча начальников штабов вооружённых сил государств, которые участвовали в военных действиях в Ливии, официально признал участие сотен катарских военнослужащих в боевых действиях на стороне военизированных формирований Переходного национального совета (ПНС) Ливии, что противоречит мандату ООН, выданному коалиции в марте 2011 г.